# Sari Sarkomaa
Sari Johanna Sarkomaa (ur. 24 września 1965 w Tampere) – fińska polityk i radiolog, deputowana, w latach 2007–2008 minister edukacji.

## Życiorys
W 1988 uzyskała dyplom pielęgniarki ze specjalizacją z radiologii. W 1996 ukończyła studia w zakresie opieki zdrowotnej na Uniwersytecie Helsińskim. Pracowała w służbie zdrowia, następnie jako sekretarz ds. socjalnych w klubie poselskim Partii Koalicji Narodowej.
W 1999 z listy tego ugrupowania uzyskała mandat posłanki do Eduskunty. W 2003, 2007, 2011, 2015, 2019 i 2023 z powodzeniem ubiegała się o reelekcję. W kwietniu 2007 objęła stanowisko ministra edukacji w drugim rządzie Mattiego Vanhanena. Zrezygnowała z tej funkcji w grudniu 2008, motywując to względami rodzinnymi.